# Resolució 1297 del Consell de Seguretat de les Nacions Unides
La Resolució 1297 del Consell de Seguretat de les Nacions Unides fou adoptada per unanimitat el 12 de maig de 2000 després de reafirmar les resolucions 1177 (1998), 1226 (1999) i 1227 (1999) sobre la situació entre Eritrea i Etiòpia. El Consell va exigir el final immediat de les hostilitats entre els dos països.
En el preàmbul de la resolució, el Consell va expressar la seva angoixa a l'inici dels combats renovats entre Eritrea i Etiòpia el 12 de maig de 2000 i les conseqüències humanitàries sobre la població civil. Va subratllar la necessitat d'esforços per assolir una resolució pacífica del conflicte sota els auspicis de l'Organització de la Unitat Africana (OUA). Les hostilitats constituïen una amenaça no sols per la pau i la seguretat entre els dos països, sinó també per a l'estabilitat, seguretat i desenvolupament econòmic de la subregió.
La resolució va condemnar la represa de les hostilitats i va demanar a ambdues parts que cessessin totes les accions militars. Va exigir la reconversió de les converses sota els auspicis de l'OUA i va aprovar el seu Acord Marc i assoliments. Es va instar als dos països a respectar els drets humans i el dret internacional humanitari i garantir la seguretat de la població civil.
El Consell de Seguretat va decidir tornar a reunir-se en un termini de 72 hores per discutir les mesures per assegurar el compliment de la resolució actual si continuaven els enfrontaments. Mentrestant, es va demanar al secretari general Kofi Annan que informés al Consell sobre la situació.
Dins d'uns quants dies, es va adoptar la Resolució 1298, que va imposar un embargament d'armes a ambdós països.